# La città della domenica/Ciucciadito
La città della domenica/Ciucciadito è un singolo del gruppo Il Mago, la Fata e la Zucca Bacata, pubblicato nel 1980.

## Tracce
1. La città della domenica – 3:14 (testo: Franco Migliacci – musica: Gian Claudio Mantovani)
2. Ciucciadito – 2:41 (testo: Franco Migliacci – musica: Mauro Goldsand)

## Descrizione
Il primo brano è stato scritto da Franco Migliacci su musica di Gian Claudio Mantovani e arrangiamento di Aldo Tamborelli, il secondo è stato scritto sempre da Migliacci, composto da Mauro Goldsand, arrangiato sempre da Tamborelli ed entrambi interpretati dal gruppo Il Mago, la Fata e la Zucca Bacata, il primo come sigla della trasmissione La fiaba incantata del Mago, la Fata e la Zucca Bacata diretta da Marco Vicari a cura di Franco Migliacci e il secondo impiegato sempre nella stessa trasmissione.